# Rétrofictions, encyclopédie de la conjecture romanesque rationnelle francophone
Rétrofictions est un ouvrage des essayistes de science-fiction Guy Costes et Joseph Altairac publié en 2018 en deux tomes.
Conçue comme une « encyclopédie de la conjecture romanesque rationnelle francophone », cette œuvre présente, à travers 11 000 entrées, des textes et des illustrations se rapportant au domaine francophone de la science-fiction, de l'utopie et des voyages extraordinaires publiés du XVIe siècle au milieu du XXe siècle.

## Inspiration
Les auteurs revendiquent explicitement l'héritage de Pierre Versins et de son Encyclopédie de l'utopie, des voyages extraordinaires et de la science-fiction parue en 1972. En effet, reprenant le concept développé par Pierre Versins de « conjecture romanesque rationnelle » (CORA), ils recensent tous les textes de la littérature d'imagination scientifique depuis la parution du Pantagruel de Rabelais en 1532 jusqu'en 1951, année de la création des collections de science-fiction « Anticipation » chez Fleuve noir et « Le Rayon fantastique » chez Hachette/Gallimard. Néanmoins, à la différence de son modèle, non seulement Rétrofictions ne porte que sur la littérature francophone, mais en outre, elle étend son recensement à la gamme du dessin, de la bande dessinée, des cartes postales… Par ailleurs, Rétrofictions s'inspire pour son index thématique à l'ouvrage consacré aux pulps américains Science fiction, The Gernsback Years (1998) d’Everett F. et Richard J. Bleiler.
Pour mener à bien leur projet, les auteurs sollicitent la collaboration de Philippe Ethuin et Philippe Mura.
Des compléments à Rétrofictions sont parus dans la revue Le Rocambole dans les n° 86-87 du printemps 2019 (p. 253-286) et 93-94 de l'hiver 2020/printemps 2021 (p. 134-192).

## Récompense
Les auteurs Guy Costes et Joseph Altairac ont reçu le Grand prix de l'Imaginaire dans la catégorie Prix spécial au titre de l'année 2019 pour leur ouvrage Rétrofictions.